# Felipe Arcila
Juan Felipe Arcila (Medellín, 3 de noviembre de 1991), más conocido como Pipe Arcila, es un modelo y actor colombiano reconocido por su personaje 'Daniel' en la serie Francisco el matemático: Clase 2017 y por su personaje de 'Kong' en Noobees de Nickelodeon.
Nominado a los premios TVyNovelas como antagónico favorito de serie por su participación en TBT Sin Limites con su personaje 'Rafael' producido por el Canal Capital.

## Biografía
Hizo su debut actoral en el año 2016 en la serie de Fox Telecolombia Sin senos sí hay paraíso, pero su papel más representativo fue de "Daniel" en Francisco el matemático: Clase2017 del Canal RCN compartiendo créditos con Carlos Torres, María José Vargas y Kevin Bury.
Ha sido imagen para reconocidas marcas como Underwear -  brio (Medellín), Manvieux (Estados Unidos), Pump (Estados Unidos), Otzi (Estados Unidos), UNE, Bancolombia, Flamingo, Dolce y participó en el videoclip musical Bailar de Diego Music

## Filmografía

### Televisión
| Año       | Título                                | Personaje                        | Canal                       |
| --------- | ------------------------------------- | -------------------------------- | --------------------------- |
| 2022      | A grito herido                        | Julian                           | Prime Vídeo                 |
| 2021      | El adversario                         | Felipe                           | Canal Capital               |
| 2021      | Influencer                            | Cristian Pulido                  | Canal Capital               |
| 2021      | Club 57                               | Danilo                           | Nickelodeon (Latinoamérica) |
| 2020      | La Nocturna 2                         | Dr. Felipe Santamaria 'Pipe'     | Caracol Televisión          |
| 2019      | Decisiones: Unos ganan, otros pierden | Nicolas Contreras                | Telemundo                   |
| 2019      | La gloria de lucho                    | José Blanco                      | Caracol Televisión          |
| 2018-2020 | Noobees                               | Kevin Orlando Nuñes Gómez 'Kong' | Nickelodeon (Latinoamérica) |
| 2017      | TBT Sin Límites                       | Rafael                           | Canal Capital               |
| 2017      | Infieles                              | Juan                             | Canal 1                     |
| 2017      | Francisco el Matemático: Clase 2017   | Daniel Octavio Trujillo          | Canal RCN                   |
| 2016-2017 | La ley del corazón                    | Adonis                           | Canal RCN                   |
| 2016      | Yo soy Franky                         | Jose                             | Nickelodeon (Latinoamérica) |
| 2016      | Sin senos sí hay paraíso              | Cruces                           | Telemundo                   |
| 2016      | Tu voz estéreo                        | Múltiples participaciones        | Caracol Televisión          |

## Cine
| Año  | Título     | Personaje | Notas                                  |
| ---- | ---------- | --------- | -------------------------------------- |
| 2023 | Aurora     |           | Largometraje dirigido por José Arzuaga |
| 2019 | Libertad   |           | Largometraje dirigido por José Arzuaga |
| 2018 | Millenials | Mario     | Largometraje dirigido por José Arzuaga |
| 2016 | Ausente    |           | Cortometraje (Universidad de Medellín) |
| 2016 | Julia      |           | Cortometraje (Universidad de Medellín) |

## Teatro
| Año       | Obra                              | Personaje | Nota                 | Teatro                |
| --------- | --------------------------------- | --------- | -------------------- | --------------------- |
| 2016      | El muñeco de pino                 |           | Dir. Pedro Gacharná  |                       |
| 2016      | De profesión sospechoso           | Antonio   |                      | Teatro Ernesto Aronna |
| 2015      | Micro obra “El lenguaje del color |           | Dir. Myriam Palacios |                       |
| 2015-2019 | Lenguaje del color                |           |                      |                       |